# Тадзін (Бжезінський повіт)
Тадзін (пол. Tadzin) — село в Польщі, у гміні Бжезіни Бжезінського повіту Лодзинського воєводства.
Населення — 178 осіб (2011).
У 1975-1998 роках село належало до Скерневицького воєводства.

## Демографія
Демографічна структура станом на 31 березня 2011 року:
|          | Загалом | Допрацездатний вік | Працездатний вік | Постпрацездатний вік |
| -------- | ------- | ------------------ | ---------------- | -------------------- |
| Чоловіки | 80      | 21                 | 51               | 8                    |
| Жінки    | 98      | 25                 | 61               | 12                   |
| Разом    | 178     | 46                 | 112              | 20                   |